# ハッピードリームサーカス
ハッピードリームサーカスは、大阪府大阪市中央区に本部を持つサーカス団。主に西日本地方を中心に巡業を行っており、関西以東での興業をほとんど行っていないため、全国的な知名度は低い。シンボルは青白柄入りのテント。代表者が嘗て中国雑技団に在籍していた経緯から、自転車技等の中国雑技の演目も多かったが今はそのような演目はない。

## 演目
- 空中ブランコ
- シルクファンタジー
- クラウン・ピエロ
- 大車輪
- バイク・カースタント
- ファイヤーパフォーマンス
- ジャグリング
- ローラーバランス

## 運営会社

### 本部
ドリームサーカス株式会社
- 代表取締役社長：真枝 義樹
- 所在地：大阪市中央区高津１丁目10-16ドリームビル

## チケット
販促の目的で、公演場所付近の小学校等に無料の入場券を配布する事がある。また、相乗効果の目的で、公演場所付近の施設との共通券が発売される事もある。
公式サイトからはCNプレイガイドのオンラインチケット購入が可能となっている。